# Красная Шапочка (фотография)
«Красная Шапочка» (англ. «The Little Red Riding Hood») — постановочная фотография, сделанная в августе 1857 года английским писателем и фотографом Льюисом Кэрроллом (Чарльз Лютвидж Доджсон, 1832—1898), на которой изображена Агнес Грейс Уэльд (англ. Agnes Grace Weld, 1849—1915).

## Происхождение и судьба фотографии
Размер фотографии 137 на 93 миллиметра. Фотография находилась в Личном альбоме Кэрролла № 1 на странице 24, её идентификационный номер — Z-PH-LCA-I.24. В настоящее время хранится в коллекции Библиотеки Принстонского университета.
Чарльз Доджсон сфотографировал восьмилетнюю Агнес Грейс Уэлд в августе 1857 года в образе Красной Шапочки с корзинкой лакомств для её бабушки. Позже, в 1862 году Кэрролл снова сфотографировал девочку с голубем на столе. Через месяц, 14 сентября, Кэрролл навестил Альфреда Теннисона в местечке Tent Lodge. Он записал в своём дневнике: «Дома была только миссис Теннисон, я послал свою визитную карточку, добавив (под моим именем) карандашом «автор „Агнес Грейс“ и „Красной Шапочки“. На основании этого я удостоился любезного приёма и провёл там почти час...».

## Модель Кэрролла
На фотографии в образе Красной Шапочки изображена Агнес Грейс Уэлд, племянница Альфреда Теннисона. 8 февраля 1849 года она родилась в Сомерсет-Хаусе, была дочерью Чарльза Ричарда Уэлда (1813—1869), писателя, который шестнадцать лет прослужил помощником секретаря и библиотекаря в Лондонском королевском обществе, и Энн Вельд (в девичестве Селвуд). В детстве неоднократно позировала для фотографий Льюиса Кэрролла, Джулии Маргарет Камерон и Оскара Густава Рейландера. Её тётя (сестра матери) стала супругой Альфреда Теннисона, с этой семьёй девочка и её родители поддерживали тесные отношения. Громкий скандал произошёл в марте 1861 года, когда отца Агнес вынудили уйти в отставку с его должности в Королевском обществе. Чарльз Уэлд был обнаружен в своём рабочем кабинете с женщиной, которая была сочтена проституткой. Уэлд заявил, что она не была таковой, но был вынужден уйти в отставку. Позже он стал партнёром в издательском бизнесе Ловелла Огастеса Рива. В семнадцать лет у Агнес стали проявляться признаки тяжёлой анорексии: она сильно исхудала и некоторое время была на грани истощения. Позже Альфред Теннисон даже сказал Уолту Уитмену об Агнес: «Она однажды потеряла сознание, и никто, кто видел её, не верил, что она сможет выжить; но под надзором хорошего врача она полностью выздоровела, пополнела и выглядит свежее, чем когда-либо раньше». В 1869 году умер Чарльз Уэлд, оставив вдову и дочь. Агнес Уэлд никогда не выходила замуж, посвятив свою жизнь благотворительности и потратив на неё почти всё доставшееся ей наследство. Она была известным в своё время публицистом, опубликовав при жизни четыре книги, посвящённые религии и воспоминаниям об Альфреде Теннисоне.

## Сюжет фотографии и его интерпретации

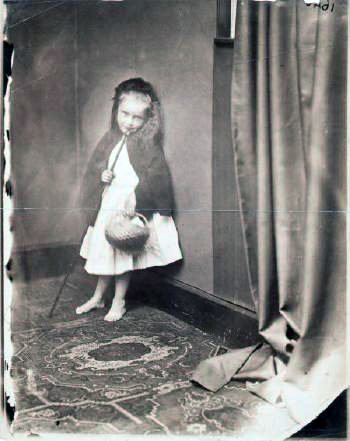
Льюис Кэрролл. Неизвестная девочка в образе Красной Шапочки, Оксфорд, май 1868

Два наиболее известных к 1857 году варианта сказки, на которые мог ориентироваться Кэрролл, принадлежали Шарлю Перро и братьям Гримм. Сказка Перро была издана в 1697 году в Париже, в книге «Сказки матушки Гусыни, или Истории и сказки былых времен с поучениями», Перро литературно обработал фольклорный сюжет, широко распространённый в Европе уже в Средние века. В фольклорной версии место более позднего волка обычно занимал оборотень (фр. bzou). Перро заменил оборотня волком, убрал мотив каннибализма (в фольклорной версии bzou убивает бабушку, готовит из её тела кушанье, а из крови — напиток, одевается в одежду бабушки, ложится в её кровать, а когда девочка приходит, bzou предлагает ей поесть), персонаж-кошку (бабушкина кошка пытается предупредить девочку о том, что та ест останки бабушки, но bzou кидает в кошку деревянными башмаками и убивает её), ввёл «красную шапочку» (в оригинале Перро — «шаперон», фр. chaperon, во времена Перро уже вышедший из моды в городах, но сохранявшийся в сельской местности, показывающий своим вызывающим цветом излишне свободную манеру поведения девочки), которую стала носить героиня, переосмыслил сказку, введя мотив нарушения девочкой общественных приличий, за что она поплатилась. Стихотворное заключение призывает девушек опасаться соблазнителей. 
Вариант братьев Гримм, по одной из версий, был записан ими от Марии Мюллер, работавшей экономкой в доме будущей жены Вильгельма Гримма, а по другой версии — от Жанетты Хассенпфлуг, которая по матери происходила от гугенотов, изгнанных из Франции при Людовике XIV. Исследователи предполагают, что «Красная Шапочка» в её варианте восходила к сказке Перро. Братья добавили хороший конец: проходившие мимо дровосеки, услышав шум, убивают волка, разрезают ему живот и спасают бабушку и Красную Шапочку. Этот эпизод мог быть заимствован из другой немецкой сказки «Волк и семеро козлят» или из пьесы «Жизнь и смерть Красной Шапочки», написанной в 1800 году немецким писателем-романтиком Людвигом Тиком. В этой версии исчезли сексуальные мотивы. Гриммы, глубоко религиозные люди, видели в Красной Шапочке символ духовного возрождения — схождения во мглу и преображения. Мораль сказки — предупреждение непослушным детям: «Ну, уж теперь я никогда не стану в лесу убегать в сторону от большой дороги, не ослушаюсь больше матушкиного приказания».
Сара Боксер отмечает «свирепое» выражение лица Красной Шапочки на фотографии, сравнивая её с оборотнем на рисунке современной американской художницы Кики Смит. Денис Денисофф отмечает, что на фотографии Кэрролла у Агнес Грейс Уэлд «грозные глаза волка», горящего желанием съесть Красную Шапочку. При этом взгляд Агнес Грейс направлен на зрителя, поэтому создаётся впечатление, что он и должен стать объектом агрессии девочки. Съестные припасы в корзине выглядят, по его мнению, несвежими и нереальными — бутафорскими предметами из театрального представления, а не продуктами питания. 
Роберт Дуглас-Фэрхерст утверждает, что в своих ранних фотографиях (включая и эту) Кэрролл подшучивал над зрителем. Он использовал неопределённость, присущую фотографии, играя на том, что камера может захватить только определённый момент в истории, но не может раскрыть то, что произошло до или после него. Он также пользовался «спецэффектами» (в понимании его времени), созданными путём размещения реальных людей в вымышленных ситуациях и интерьерах. В фотографии «Красная Шапочка» Кэрролл сумел схватить скользкое противостояние между невинностью и опасностью. На девочке накинут тёмный плащ на белом платье, она сжимает в руке плетёную корзинку с лакомствами, Агнес стоит на фоне увитой плющом стены, которая символизирует сказочный лес. 
В январе 1858 года в рамках подготовки к V ежегодной выставке Лондонского фотографического общества, где он решил показать этот постановочный портрет вместе с тремя другими своими снимками, он написал сопроводительные стихи:
Into the wood — the dark, dark wood —

Forth went the happy child;

And, in its stillest solitude,

Talked to herself, and smiled;

And closer drew the scarlet Hood

About her ringlets wild.

And now at last she threads the maze,

And now she need not fear;

Frowning, she meets the sudden blaze

Of moonlight falling clear;

Nor trembles she, nor turns, nor stays,

Although the Wolf be near
По мнению Дугласа-Фэрхерста, стихотворение уступает фотографии в художественных достоинствах. Выражение лица Агнес Уэлд на снимке может прочитано как испуг (или просто угрюмость), это делает девочку более интересным персонажем, чем подчёркнуто безмятежный персонаж стихотворения Кэрролла. Литературовед считает, что фотокамера находится примерно на такой же высоте, что и глаза волка (при этом взгляд самой девочки направлен несколько выше камеры), так что мы должны смотреть на неё глазами хищника. По его мнению, это похоже на  противостояние между невинностью и угрозой, в котором зритель сам должен выбрать, на чьей стороне он будет находиться.
Позже Кэрролл вернулся к истории Красной Шапочки в 1862 году, создав фотографию шестилетней Констанс Эллисон в этом сказочном образе. Эта фотография лишена отчётливой двусмысленности более ранней фотографии. В 2015 году на аукционе Heritage в Далласе была выставлена (лот 74047) фотография неизвестной модели Льюиса Кэрролла, сделанная в мае 1868 года (Бэдкок-Ярд, Оксфорд), на которой она также была запечатлена в образе Красной Шапочки.

## Галерея: Агнес Грейс Уэлд на фотографиях 1850—1860-х годов

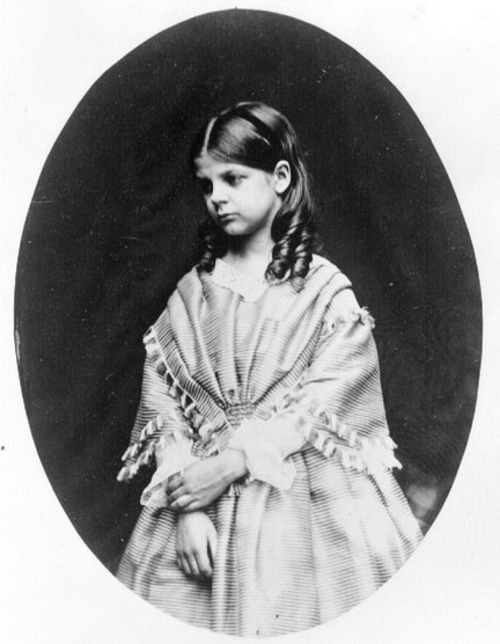
Льюис Кэрролл. Агнес Грейс Уэлд (Z-PH-LCA-II.72)
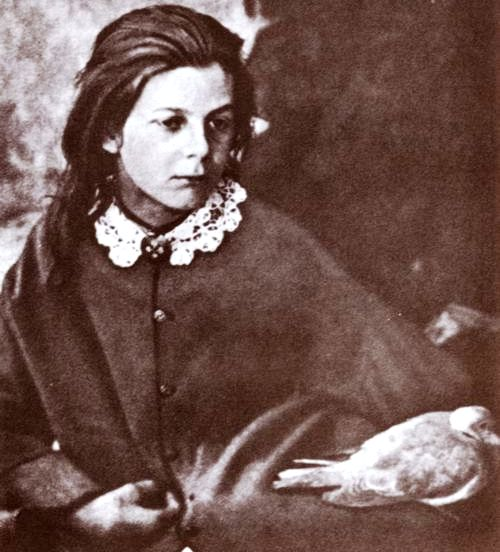
Льюис Кэрролл. Агнес Грейс Уэлд с голубем, 1862
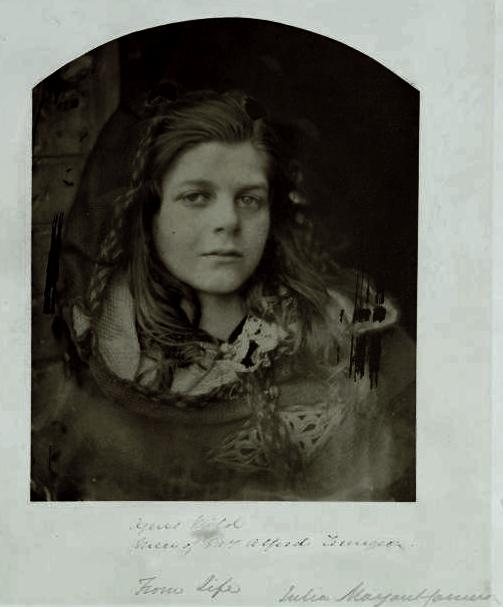
Джулия Маргарет Камерон. Агнес Грейс Уэлд, 1864
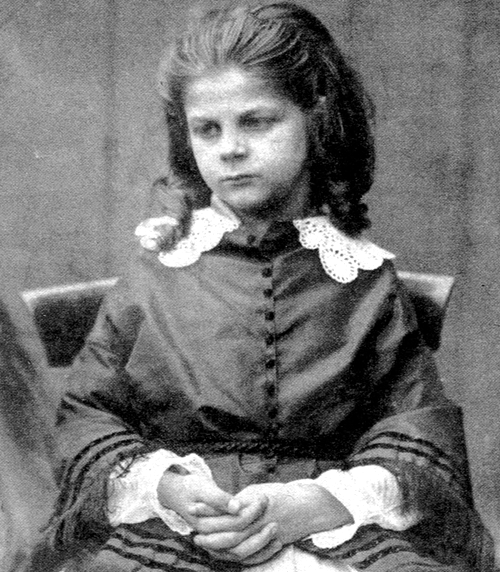
Оскар Густав Рейландер (?). Агнес Грейс Уэлд с локонами и в кружевном воротнике, 1854